# A Million Degrees
«A Million Degrees» es el tercer disco de estudio de Emigrate. Se publicó el día 30 de noviembre de 2018 bajo el sello de Vertigo/Universal Music y salió en tres diferentes ediciones: CD Digipack, vinilo y digital. Contiene 11 temas, en los cuales se incluye la colaboración de artistas como Benjamín Kowalewicz de Billy Talent, Cardinal Copia de Ghost, Till Lindemann de Rammstein y Margaux Bossieux, esposa de Richard e integrante de Dirty Mary. Comenzaron a grabar «A Million Degrees» en el estudio Kruspe entre marzo y mayo de 2015, pero el disco tuvo que volver a grabarse desde el inicio debido a que el estudio sufrió daños por una inundación. La masterización y mezcla de este álbum estuvo a cargo de Sky Van Hoff y Svante Vorsbäck.
El 19 de octubre se estrenó el primer sencillo titulado «1234», con Benjamín Kowalewicz de Billy Talent como invitado especial. Además se invitó a los fanáticos a un videocasting por medio de las redes sociales de Emigrate para formar parte del nuevo video que se rodó en Los Ángeles el 3 de agosto de 2018.
El 28 de octubre de 2018, las canciones «A Million Degrees», «You Are So Beautiful» y «I'm Not Afraid» se estrenaron durante una entrevista con Richard en Rock Antenne Radio.

## Lista de canciones
1. War - 04:34
2. 1234 (con Ben Kowalewicz de Billy Talent) - 03:23
3. A Million Degrees - 04:02
4. Lead On You (con Margaux Bossieux de Dirty Mary) - 04:11
5. You Are So Beautiful - 04:10
6. Hide And Seek - 02:50
7. We Are Together - 06:00
8. Let’s Go (con Till Lindemann de Rammstein/Lindemann) - 04:11
9. I’m Not Afraid (con Cardinal Copia de Ghost) - 04:34
10. Spitfire - 02:32
11. Eyes Fade Away - 04:52